# Oosterscheldekering

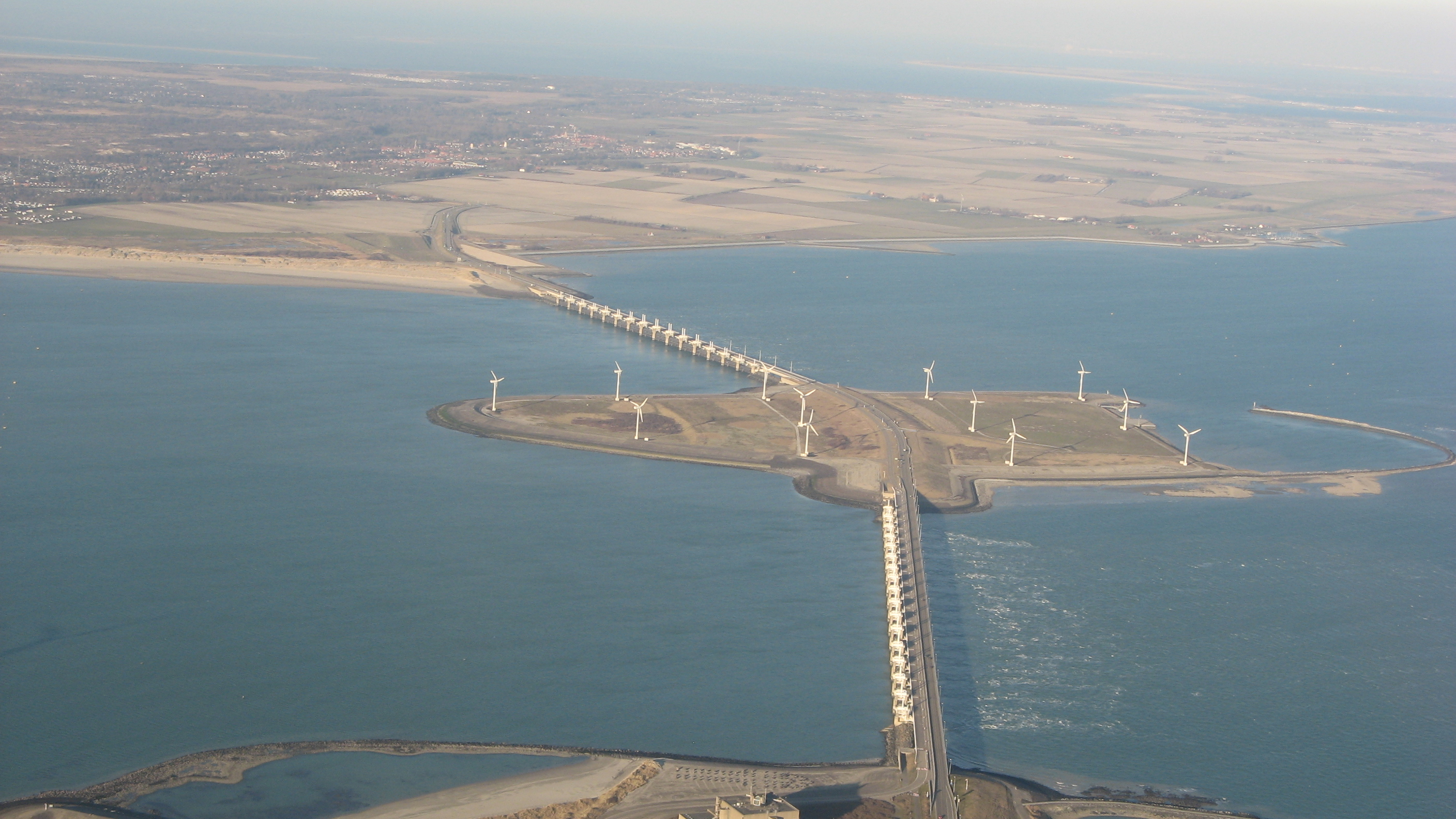
La barrera del Oosterschelde

La barrera del Oosterschelde (Oosterscheldekering) forma part del Pla Delta i es va acabar de construir el 1986. La barrera de tempesta de l'Oosterschelde és una de les construccions hidrològiques més impressionants d'Holanda. Va costar 2,5 milers de milions d'euros però es va aconseguir la seguretat de tenir només una inundació en 4.000 anys. A més, en dos-cents anys no es necessitarà renovar aquesta barrera de tempesta. A mitjan segle XXI s'haurà de pensar fortament en una alternativa.

## Dic o barrera de tempesta
Inicialment, l'Oosterschelde anava a ser tancat per un dic comú i corrent. El 1967 ja s'havia començat amb la construcció de les tres illes de treball. Després només caldria posar ciment per tancar el Oosterschelde, però no es va fer així. Cada vegada més gent va veure que el tancament del Oosterschelde tindria moltes conseqüències. Si bé la prioritat era la seguretat de la gent, tampoc es podria oblidar la natura.
El paisatge al voltant de l'Oosterschelde és únic al món. La biodiversitat és molt gran, hi ha més de 70 diferents tipus de peixos, 140 tipus de plantes i algues, 350 tipus d'animals marins i entre 500 a 600 diferents animals terrestres. A més, el Oosterschelde també és una regió important per a les aus que cacen, procreen i hivernen allà. Si l'Oosterschelde s'arribés a tancar es perdria aquesta única varietat marina a més de les grans quantitats de musclos i ostres, la qual cosa portaria seriosos problemes en l'àmbit econòmic. Els pescadors de Yerseke i Bruinisse utilitzen la pesca com a mitjà de producció. Des de 1870 les persones d'aquesta regió es dediquen a la ostricultura.
Tenint en compte això, una possibilitat era mantenir el Oosterschelde obert i elevar els 150 quilòmetres de dics al seu voltant. Però el 1975 el govern va fer una proposta: una barrera oberta que tindria la possibilitat de tancar-se si era necessari. La barrera consistiria de diversos pilons dels quals penjarien unes comportes que es podrien tancar en cas de perill. En 1979 el parlament holandès va optar per la construcció de la barrera i de dos dics auxiliars: el dic de Philips i el dic d'Oester. Aquestes construccions portarien una disminució de la superfície del Oosterschelde i l'enfortiment de la marea. També es va crear una ruta marítima lliure de marees entre Anvers i el Rin.
 

## Construcció

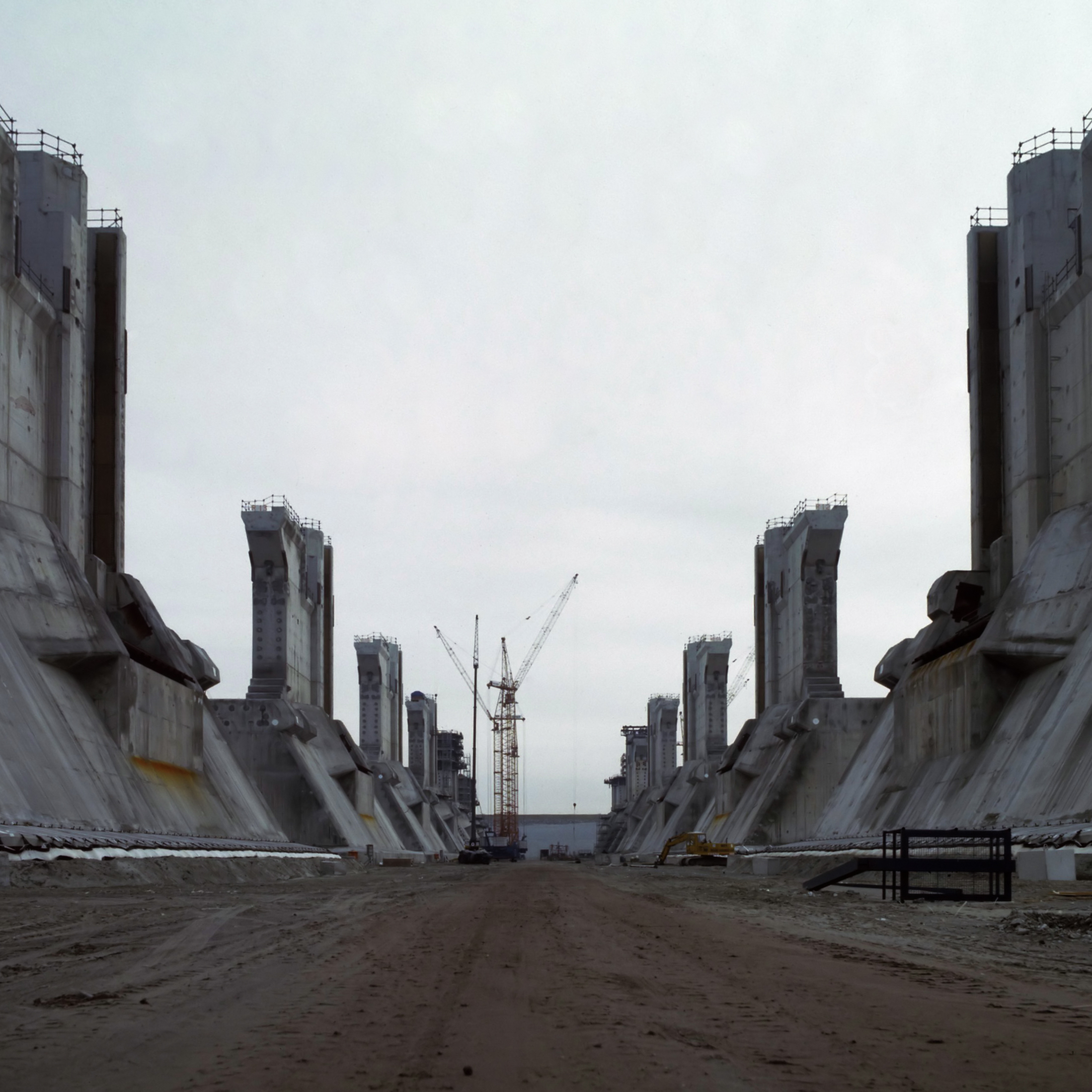
Pilar per a la construcció de la barrera de tempesta

Hi havia dos bancs de sorra que es varen pujar en vistes al tancament i són la part tancada de la barrera de tempesta. Aquests dos bancs de sorra formaven tres canals, en els quals es construiria la barrera de tempesta de 3 quilòmetres de llarg. La barrera consisteix en 65 pilars prefabricats de ciment, sobre les quals estan col·locades 62 portes corredisses d'acer. Quan aquestes portes corredisses s'obren, es manté 3/4 del moviment mareal la qual cosa és suficient per conservar l'ecosistema del Oosterschelde.
Per enfortir el fons, es varen col·locar uns pilars i es va cobrir amb blocs de ciment. Després es va extreure el llot per mitjà del dragatge i es va reemplaçar per sorra.
Pel que fa als pilars del dic, aquests es varen construir en llocs situats a la mar i que l'envoltaven de dics perquè l'aigua es mantingués defora. Aquests llocs de construcció es trobaven a 15,2 metres sota el nivell de l'aigua. El lloc de construcció es trobava dividit en quatre espais. En culminar la construcció d'un pilar s'omplia aquest espai amb aigua, després un vaixell de grua entrava en aquest espai i es portava el pilar traslladant-lo a la seva posició en la barrera. Cada pilar es va construir amb 7.000 metres cúbics de ciment.

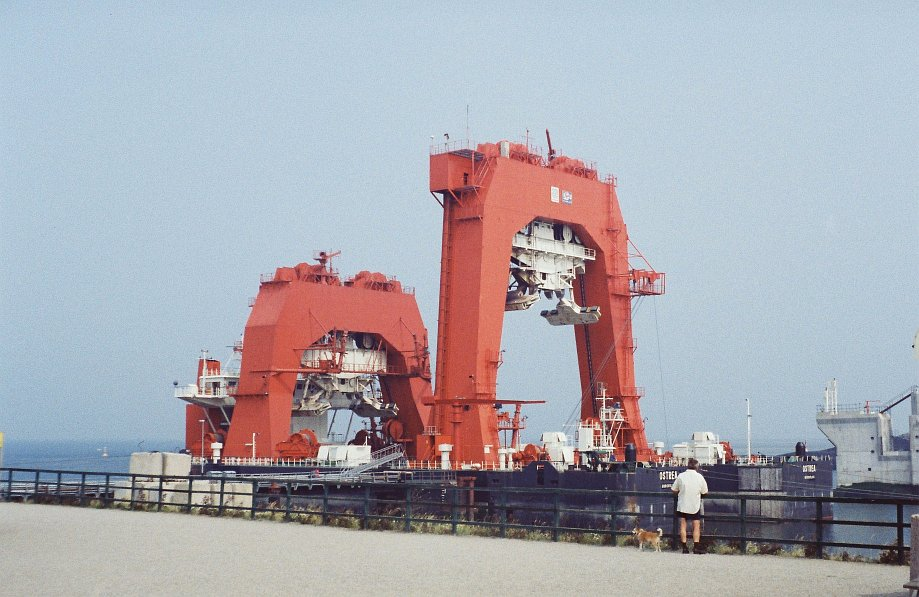
L'Ostrea, vaixell insígnia de la flota del delta amb una llargària de 87 metres. Aquest vaixell amb forma d'U carregava els pilars des del dic sec i els portava al seu lloc a la barrera. Amb la part oberta el vaixell podia maniobrar al voltant del pilar. A banda i banda del vaixell es trobaven dos portals de 50 metres d'altura dels quals s'ajustaven els pilars

La construcció de cada un d'aquests colossos prenia gairebé 1,5 anys i mesuraven entre els 30,25 i 38,75 metres d'alt i cada un pesava com a màxim 18.000 tones. Com a mesura de seguretat es van construir dos pilars més. A l'illa on es construïa la barrera es troba un d'aquests pilars que varen sobrar.
Finalment es varen col·locar cinc milions de tones de roca al voltant dels pilars. Les roques provenien d'Alemanya, Finlàndia, Suècia i Bèlgica, perquè Holanda no en tenia a bastament. A més, es necessitava un tipus de pedra amb una gran densitat, 2,8-3,0 tones per metre cúbic, perquè les marees no poguessin moure-les.
Quan els pilars es varen col·locar va ser possible finalitzar la construcció de la barrera. Entre els pilars es varen muntar unes portes. També se varen col·locar uns tubs buits per sobre dels pilars. A sobre d'aquests es va col·locar la carretera. Als tubs hi havia prou espai per als aparells que farien moure les portes. L'altura de portes venia determinada per la profunditat del buit que havien de tancar. Per al punt més profund es va necessitar una porta de 12 metres d'altura i que pesava 480 tones.

## Naturalesa
A dins i als voltants del Oosterschelde hi ha una gran varietat de flora i fauna. La temperatura de l'aigua, la quantitat de sal i la possibilitat de trobar aliment fa que es trobin diferents tipus d'aus, peixos i plantes aquàtiques. No solament hi ha diferents tipus sinó que aquests tipus es troben en grans quantitats.
 
A l'Oosterschelde es troben aproximadament seixanta sis tipus de peixos durant el transcurs de l'any. Peixos com llenguado europeu, llenguado comú i altres peixos plans es troben en grans quantitats. A part d'això, hi ha quinze tipus de peixos que de tant en tant arriben a aquestes aigües, com ara el salmó, els esturions i el peix diable. Altres peixos neixen al Oosterschelde, com per exemple, la anxova, o cavallets de mar.
 
Pel que fa a les aus és una regió que n'està plena. Quatre factors són d'importància per a la població d'aus: (1) que l'aigua contengui una quantitat alta de sal, (2) aigua pura i sense contaminació, (3) un paisatge tranquil, (4) suficient aliments. Aquí l'aliment es troba en abundància, les aus troben suficients musclos, cucs, petxines, gambetes, peixos, i algues. A la primavera i a la tardor arriben i se'n van molts grups d'ocells, entre ells també ànecs i oques.
 
Els musclos i les ostres són de gran importància per als pescadors de Zelanda i la seva producció s'ha professionalitzat. Molts musclos s'exporten a França i Bèlgica. Pel que fa a Zelanda la ciutat més reconeguda pels seus musclos és Yerseke, que és gairebé completament dependent de la indústria de musclos.

## Fons
«La barrera del Oosterschelde (Oosterscheldekering)» (en espanyol).   Deltawerken (Pla Delta), 2004. Arxivat de l'original el 6 d’agost 2017. [Consulta: 6 agost 2017].